# マヤグスクの滝
マヤグスクの滝（マヤグスクのたき）は、八重山列島に属する西表島の浦内川水系イタチキ川（板敷川。イタジキ川とも）にある滝。イタチキの滝（板敷の滝。イタジキの滝とも）とも呼ばれる。

## 概要
浦内川の支流イタチキ川を、浦内川との合流点から約500m遡ったところに位置する。階段状の岩盤の上を広がって流れる落差10m、幅15mの滝である。幻の滝と呼ばれる。

## 名称
元来はイタチキ川に架かる滝であることから、イタチキの滝と呼ばれていた。なお、イタチキ川という名は河床の岩盤が板を敷いたようであることに由来する。
マヤグスクの滝という名称は、1979年（昭和54年）に上原にある民宿の常連客らによって名付けられ、その後、定着したものである。西表方言で、「マヤ」はネコを、「グスク」は城を意味するが、この滝の場合、「マヤ」はヤマネコ（イリオモテヤマネコ）のことで、「マヤグスク」はヤマネコの城という意味である。

## アクセス
浦内川河口から約8㎞上流の軍艦岩まで遊覧船で遡り、遊歩道を約45分歩くとカンピレーの滝に着く。カンピレーの滝から先は西表島東部に至る西表島横断道（西表縦走線）となっており、この横断道を浦内川とイタチキ川の合流点まで進み、イタチキ川を約500m遡るとマヤグスクの滝に着く。軍艦岩からの所要時間は約3時間。
横断道への入山に際しては、森林事務所や駐在所等に事前に入山届を提出する必要がある。